# August Reinsdorf

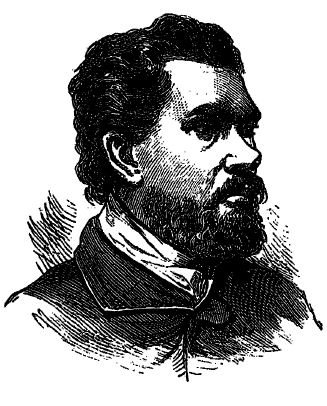
August Reinsdorf

Friedrich August Reinsdorf (* 31 stycznia 1849 w Pegau; † 6 lutego 1885 w Halle) – niemiecki anarchista, niedoszły zamachowiec cesarza Wilhelma I.
Friedrich August Reinsdorf przygotował wraz ze wspólnikami zamach bombowy na cesarza i jego dworskie otoczenie. Zamach miał nastąpić 28 września 1883 podczas odsłonięcia pomnika zjednoczenia Niemiec ("Niederwalddenkmal") k. Rüdesheim am Rhein. Mimo prób z dynamitem nie doszło do wybuchu. Niedoszli zamachowcy zostali pochwyceni kilka miesięcy później. Ścięto ich 6 lutego 1885 w więzieniu "Roter Ochse" w Halle.
Reinsdorf przed sądem miał powiedzieć:

Robotnicy budują pałace a mieszkają w nędznych chatach; to oni wytwarzają wszystko i utrzymują całą maszynę państwową, a dla nich nic nie jest czynione; to oni produkują wszystkie towary, a jedzą mało i nędznie; są stale pogardzaną, brutalną i przesądną masą pełną poczucia niewoli. Wszystko, co czyni państwo, zmierza tylko w tym kierunku, aby utrzymać obecne stosunki. Rządzące dziesięć tysięcy utrzymuje się na ramionach wielkiej masy. Czy to rzeczywiście powinno trwać wiecznie? Czy zmiana tego stanu rzeczy nie jest naszym obowiązkiem?